# Stroker Ace
Stroker Ace is een Amerikaanse actiekomedie uit 1983 met in de hoofdrol Burt Reynolds. De film was gebaseerd op het boek Stand on It van Willim Neely en Robert K. Ottum. 

## Plot
Stroker Ace, een Nascar-racer krijgt ruzie met de fastfoodeigenaar die hem sponsort.

## Ontvangst
De recensies voor de film waren heel erg slecht en bracht in de bioscopen niet de gedane investeringen op.
De film was genomineerd voor zes  Razzies en won slechtste mannelijk bijrol voor Jim Nabors.

## Rolverdeling
| Acteur             | Personage      |
| ------------------ | -------------- |
| Burt Reynolds      | Stroker Ace    |
| Ned Beatty         | Clyde Torkle   |
| Jim Nabors         | Lugs Harvey    |
| Parker Stevenson   | Aubrey James   |
| Loni Anderson      | Pembrook Feeny |
| John Byner         | Doc Seegle     |
| Frank O. Hill      | Dad Seegle     |
| Cassandra Peterson | Elvira         |
| Bubba Smith        | Arnold         |
| Warren Stevens     | Jim Catty      |
| Alfie Wise         | Charlie        |
| Cary Guffey        | Little Doc     |